# Намбу (род)
Намбу (яп. 南部氏 намбу-си) — японский самурайский род, который правил большей частью северо-восточного Хонсю (регион Тохоку) более 700 лет, начиная с периода Камакура и до реставрации Мэйдзи 1868 года. По собственным утверждениям, они происходили из рода Сэйва Гэндзи из провинции Каи и таким образом были связаны с родом Такэда. Род закрепился в провинции Муцу в начале периода Муромати и был утвержден в качестве даймё княжества Мориока при сёгунате Токугава. Княжество находилось в постоянном конфликте с соседним княжеством Хиросаки, правящий род которого — Цугару — ранее был вассалом Намбу.
Во время войны Босин 1868-69 годов род Намбу сражался на стороне Северного союза, поддерживая режим Токугавы. После реставрации Мэйдзи у Намбу была конфискована большая часть земель, а в 1871 году главы его ветвей были освобождены от должности. В период Мэйдзи бывшие даймё были причислены к аристократии кадзоку, и Намбу Тосиюки получил титул хакусяку (граф). Основная ветвь Намбу сохранилась до наших дней; Тосиаки Намбу служил главным каннуси (жрецом) святилища Ясукуни.

## Происхождение
Намбу считали, что происходят из рода Сэйва Гэндзи из провинции Каи. Минамото-но Ёсимицу был назначен правителем провинции Каи после войны Госаннэн, а его правнук Нобуёси взял фамилию Такэда. Другой его правнук, Мицуюки, взял фамилию Намбу по названию места, где располагались его имения в провинции Каи (сегодня — район города Намбу, Яманаси). Намбу Мицуюки присоединился к Минамото-но Ёритомо в битве при Исибасияме и занимал различные должности в сёгунате Камакура, он многократно упоминается в хронике Адзума Кагами. Мицуюки сопровождал Ёритомо в покорении «северных Фудзивара» в 1189 году и был награжден обширными поместьями в Нуканобу на крайнем северо-востоке Хонсю, построив замок Сёдзюдзидатэ на территории нынешнего Намбу, Аомори. В этом районе было распространено коневодство, и влияние и богатство Намбу возросло благодаря поставкам боевых лошадей. Эти укрепленные конные заводы были пронумерованы от одного до девяти (Итинохе — Кунохэ), и ими управляли шесть сыновей Намбу Мицуюки, образовавшие шесть основных ветвей рода Намбу.
В период Намбокутё после падения сёгуната Камакура в 1333 году Намбу Мотоюки сопровождал Китабатакэ Акииэ на север, когда он был назначен тиндзюфу-сёгуном (начальником управления обороны) и сюго провинции Муцу. Намбу Мотоюки основал Замок Нэ, который должен был стать центром правительственной администрации в этом районе. Это ознаменовало официальный перенос резиденции рода Намбу из провинции Каи в Муцу. Намбу Мотоюки поддерживал Южный двор; однако другая ветвь семьи Намбу управляла соседними районами Саннохе и Мориока, подчиняясь конкурирующему Северному двору. Эти две ветви заключили друг с другом мир в 1393 году.

## Период Сэнгоку

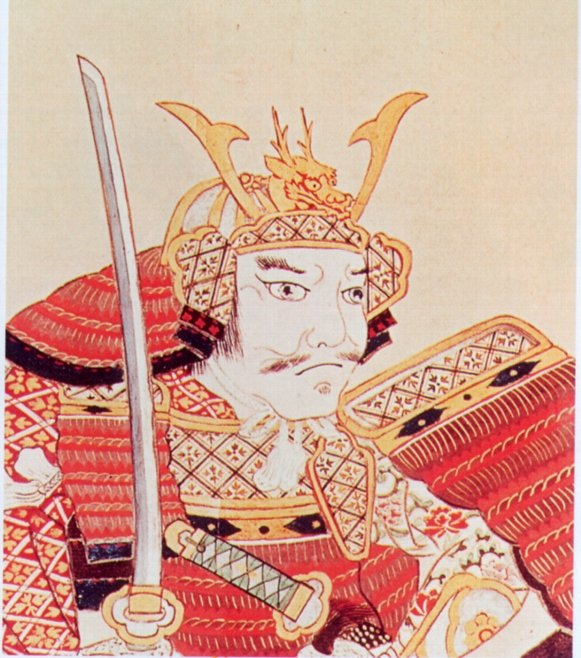
Намбу Нобунао, глава рода в период Адзути-Момояма

Хотя род Намбу ко времени 24-го наследного главы — Харумасы — контролировал семь районов северной провинции Муцу (Нуканобу, Хэи, Кадзуно, Кудзи, Иватэ, Сива и Тоно), он представлял собой скорее разрозненную группу конкурирующих ветвей без сильной центральной власти.
Этой слабостью воспользовался род Оура, младшая ветвь Намбу, восставший в 1572 году. Оура Тамэнобу был заместителем  (яп. 郡代補佐 гундай-хоса) местного чиновника из рода Намбу Исикавы Таканобу; он убил Исикаву и начал захватывать замки рода Намбу. Борьба рода Оура с Намбу, начавшаяся с Намбу Нобунао, продолжалась и в последующие века. В 1590 году Тамэнобу присягнул на верность Тоётоми Хидэёси; Хидэёси признал законность владений Тамэнобу, а значит, и его независимость от Намбу. Поскольку владения Оура находилось в регионе Цугару на северо-западной оконечности Хонсю, семья сменила фамилию на Цугару.
После смерти Намбу Харумасы в 1582 году род разделился на несколько конкурирующих групп. В 1590 году фракция Саннохэ во главе с Намбу Нобунао объединила большинство родов Намбу и присягнула Тоётоми Хидэёси при осаде Одавары. За это Нобунао был признан главой всех Намбу и даймё всех их владений (за исключением Цугару). Однако Кунохэ Масадзанэ, который считал, что у него есть больше оснований быть главой рода, поднял восстание. Восстание Кунохэ было быстро подавлено, а Хидэёси компенсировал Намбу потерю Цугару, передав ему районы Хиэнуки и Вага. Нобунао переместил свою резиденцию из замка Саннохе в Мориока и начал возводить замок Мориока и окружающий его город в 1592 году.

## Период Эдо

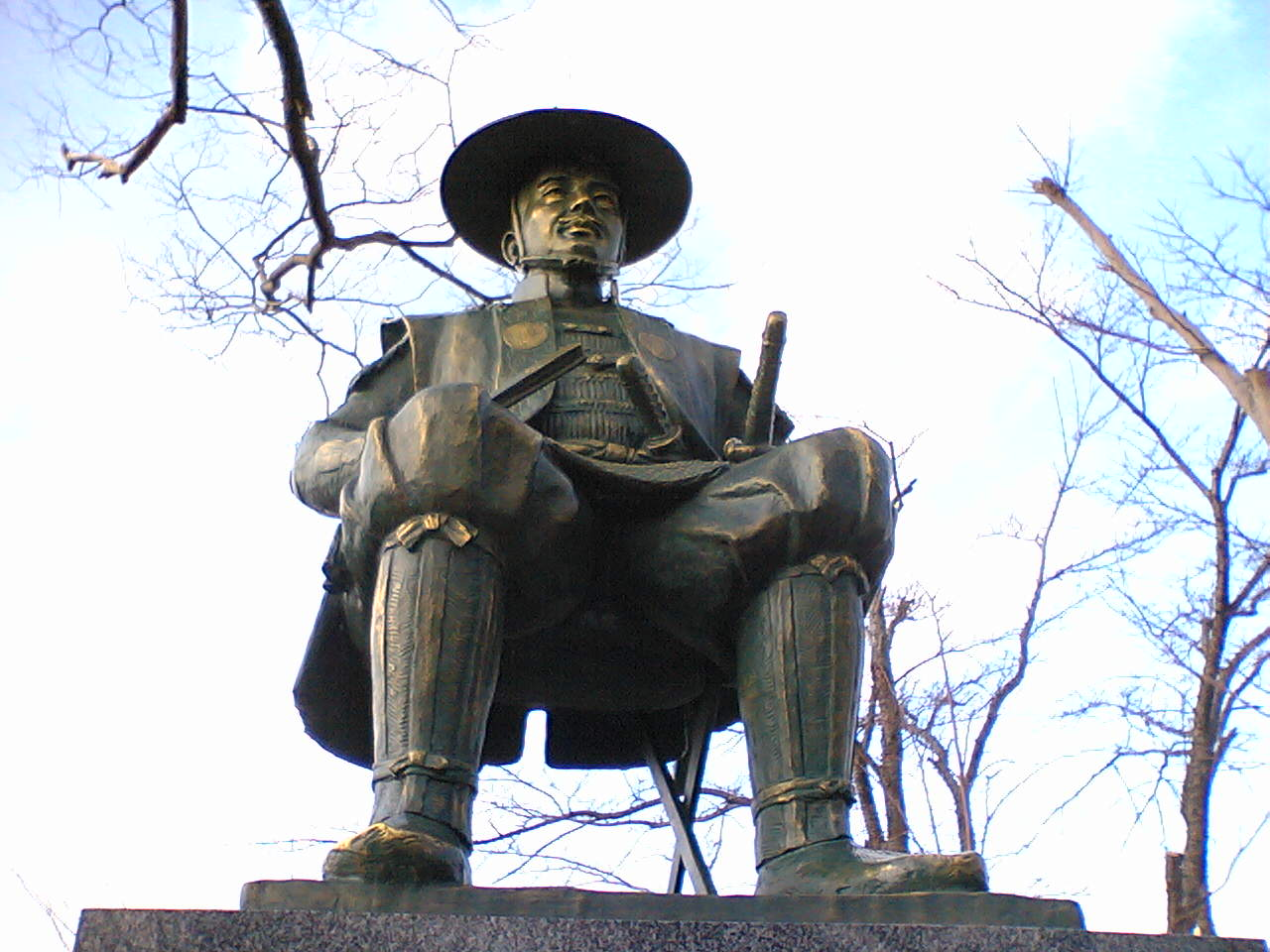
Намбу Наофуса, первый даймё Хатинохэ

Род Намбу встал на сторону Восточной армии Токугавы Иэясу во время битвы при Сэкигахаре. После победы Иэясу он подтвердил власть Намбу над княжеством Мориока (яп. 盛岡藩 мориока-хан, также известным как Намбу (яп. 南部藩 намбу-хан)). Доход этого княжества официально составлял 100 000 коку, но позже, в эпоху Эдо, эта сумма была увеличена вдвое. Род Намбу сохранял свои владения на протяжении всего периода Эдо, до Реставрации Мэйдзи. В период Эдо образовались две новые ветви рода Намбу: одна в Хатинохэ а другая — в Ситинохэ. В 1821 году возобновились старые трения между Намбу и Цугару после сорвавшегося заговора Сома Дайсаку, бывшего вассала рода Намбу, который собирался убить даймё Цугару. Владения рода Намбу также пострадали от голода годов Тэмпо в середине 1830-х.
Как и другие княжества северного Хонсю, княжество Мориока несло обязанность обеспечивать охрану некоторых регионов Эдзо-ти (Хоккайдо). Первая встреча подданных Намбу с иностранцами произошла в конце XVI века, когда на их территорию попал голландский корабль Breskens. Высадившиеся с корабля были захвачены местными властями и доставлены в Эдо.

### Война Босин
Во время войны Босин 1868—1869 годов род Намбу собирался сохранить нейтралитет. Тем не менее, под руководством Намбу Тосихисы и каро (старейшины рода) Нараямы Садо, род Намбу позже примкнул к Северному союзу. 23 сентября 1868 года войска Намбу присоединились к атаке на княжество Акита, которое вышло из союза и перешло на сторону имперского правительства. К 7 октября войска Намбу захватили Одате, один из замков Акита. Однако из-за распада альянса Намбу сдались имперской армии 29 октября 1868 года. После войны владения рода были урезаны в наказание за поддержку северного союза. В то время как княжества Хатинохэ и Ситинохэ уцелели, северо-восток нынешней префектуры Аомори был выделен для переселения бывших самураев из области Айдзу. На короткое время Намбу должны были покинуть даже Мориоку, и им были предоставлены новые земли вокруг пустующего замка Сироиси, но через несколько месяцев им разрешили вернуться. Через два года после войны, как и все даймё, главы всех трех ветвей Намбу были освобождены от своих должностей в результате ликвидации ханов.
Во время войны Садо, отвечавший за политику рода Намбу и взаимодействие с соседями во время войны Босин, стал знаменит по всей Японии.

## Эпоха Мэйдзи и современность

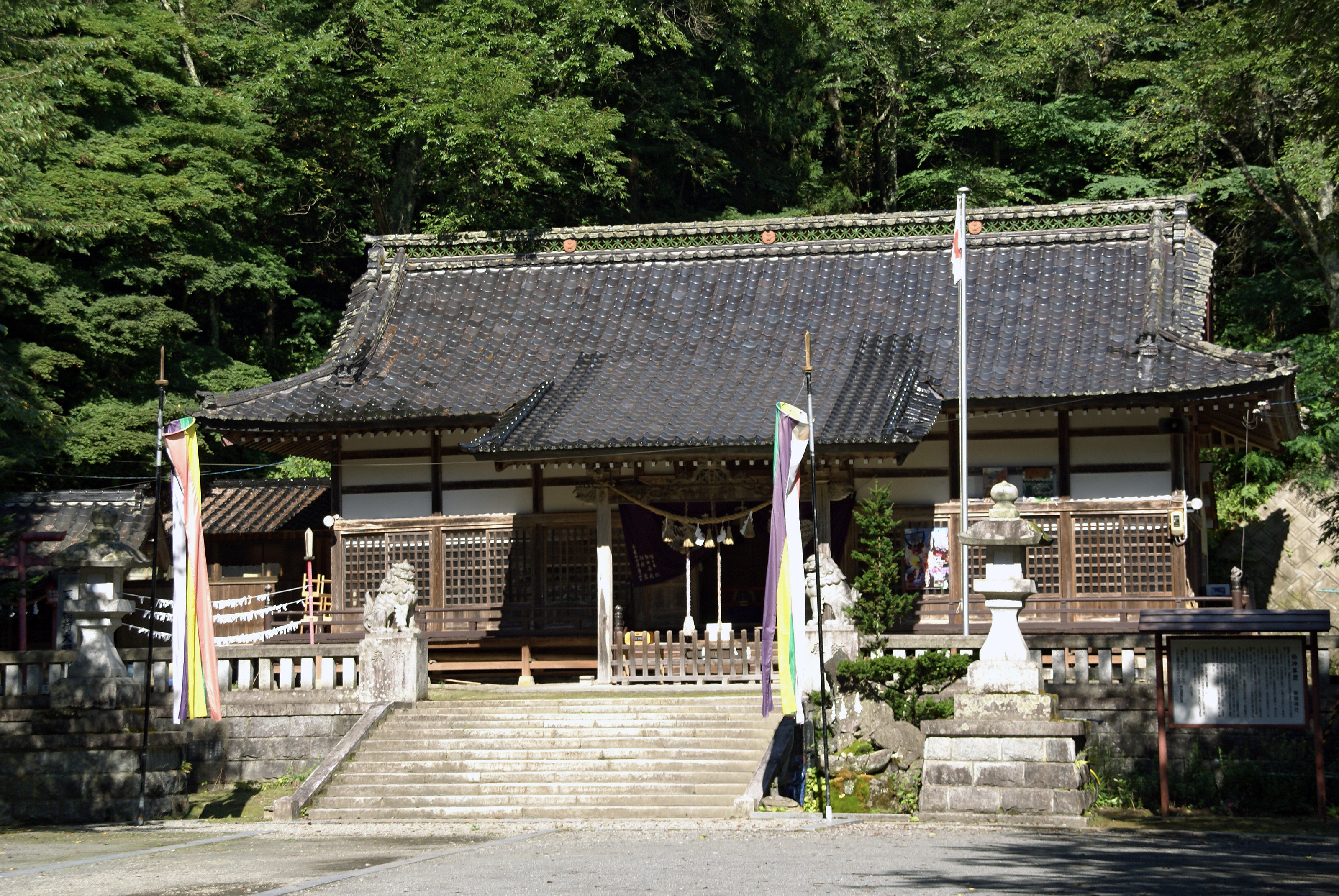
Храм Намбу, где поклоняются предкам рода Намбу

В первые годы эпохи Мэйдзи Намбу из главной ветви рода были удостоены титула графа (хакусяку) по новой системе. Намбу Хатинохэ и Ситинохэ также были удостоены титула виконта (сисяку). Граф Тосинага Намбу, глава рода Намбу в 42-м поколении, служил офицером Императорской армии Японии и погиб в бою во время русско-японской войны. Ему наследовал его брат Намбу Тосиацу; он был покровителем искусств и изучал живопись у Куроды Сэйки. Поскольку наследник Тосиацу, Тосисада, умер в возрасте 18 лет, Тосиацу усыновил и назначил своим наследником своего зятя Тосихидэ Итидзё. Тосихидэ был сыном герцога Итидзё Санэтэру, бывшего придворного аристократа. После усыновления Тосихидэ взял фамилию Намбу, а после смерти Тосиацу стал 44-м главой рода Намбу. Его женой была Мидзуко Намбу, известная активистка женского скаутского движения Японии. После смерти Тосихидэ в 1980 году 45-м главой рода стал его сын Тосиаки. С 2004 по 2009 год Тосиаки служил главным священнослужителем храма Ясукуни. Нынешний, 46-й глава рода — Тосифуми Намбу, 1970 года рождения.
Известнейшими представителями рода в ХХ-ом веке стали Хара Такаси — премьер-министр Японии в 1918—1921 годах, — Сэйсиро Итагаки и Хидэки Тодзио.

### Английский
- Contemporary Japan: A Review of Japanese Affairs (1939). Tokyo: The Foreign Affairs Association of Japan.
- Inahara, Katsuji (1937). The Japan Year Book. Tokyo: Foreign affairs association of Japan.
- Iwao, Seiichi. (1978). Biographical dictionary of Japanese history. Berkeley: University of California.
- «Japan Focus» article on Yasukuni Shrine (accessed 13 Dec. 2007)
- Oka, Yoshitake (1986). Five Political Leaders of Modern Japan. Tokyo: University of Tokyo Press.
- Ōoka, Shōhei (1996). Taken Captive: A Japanese POW’s Story. Ann Arbor: University of Michigan Press.
- Papinot, Edmund. (1948). Historical and Geographical Dictionary of Japan. New York: Overbeck Co.
- Totman, Conrad. (1993). Early Modern Japan. Berkeley: University of California Press.

### Французский язык
- Papinot, Jacques Edmund Joseph. (1906) Dictionnaire d’histoire et de géographie du japon. Tokyo: Librarie Sansaisha. Nobiliaire du japon (2003, abridged online text of 1906 book).

### Немецкий
- Список японской знати эпохи Мэйдзи (по состоянию на 15 августа 2008 г.)

### Японский
- Onodera, Eikō (2005). Boshin nanboku sensō to Tōhoku seiken Sendai: Kita no mori.
- «Hachinohe-han» on Edo 300 HTML (accessed 15 August 2008).
- Hoshi, Ryōichi (1997). Ōuetsu Reppan Dōmei. Tokyo: Chūōkōron-shinsha.
- «Morioka-han» on Edo 300 HTML (accessed 15 August 2008).
- ---- (1913). Nanbu chūi 南部中尉. n.p.:Kikuchi Gorō. (Accessed from National Diet Library, 15 August 2008)
- «Nanbu-shi» on Harimaya.com (accessed 15 August 2008).
- ---- (2000). Nihonshi yōgoshū. Tokyo: Yamakawa shuppansha.
- Noguchi Shin’ichi (2005). Aizu-han. Tokyo: Gendai shokan.
- «Shichinohe-han» on Edo 300 HTML (accessed 15 August 2008).
- «Tokugawa Bakufu to Tozama 117 han.» Rekishi Dokuhon Magazine, April 1976.
- «Tsugaru-shi» on Harimaya.com (accessed 15 August 2008).